# Terminal 21 Asok
Terminal 21 Asok是一座位於泰國曼谷的大型綜合購物商場，於2011年10月開幕，毗鄰曼谷大眾運輸系統的阿速車站。整個商場共有10個樓層，以航站為概念，每一層則配以不同國家城市的特色。包括地下巴黎、1樓日本、2樓英國、3樓中東、4樓和5樓舊金山主題。每一層洗手間，亦會依據不同的風格擁有不同的裝潢。場內租戶以平價小店鋪、餐廳和戲院為主。

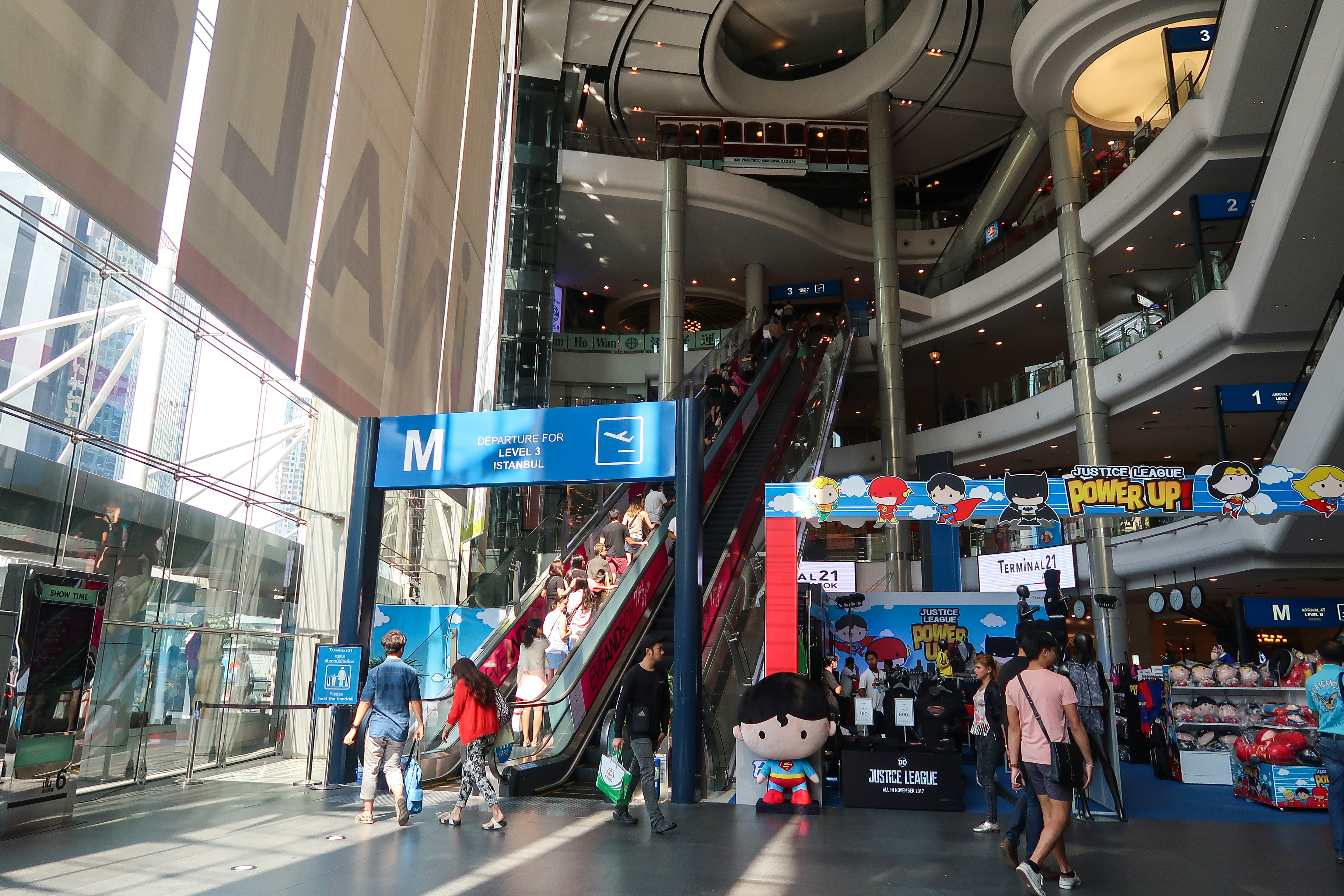
入口中庭
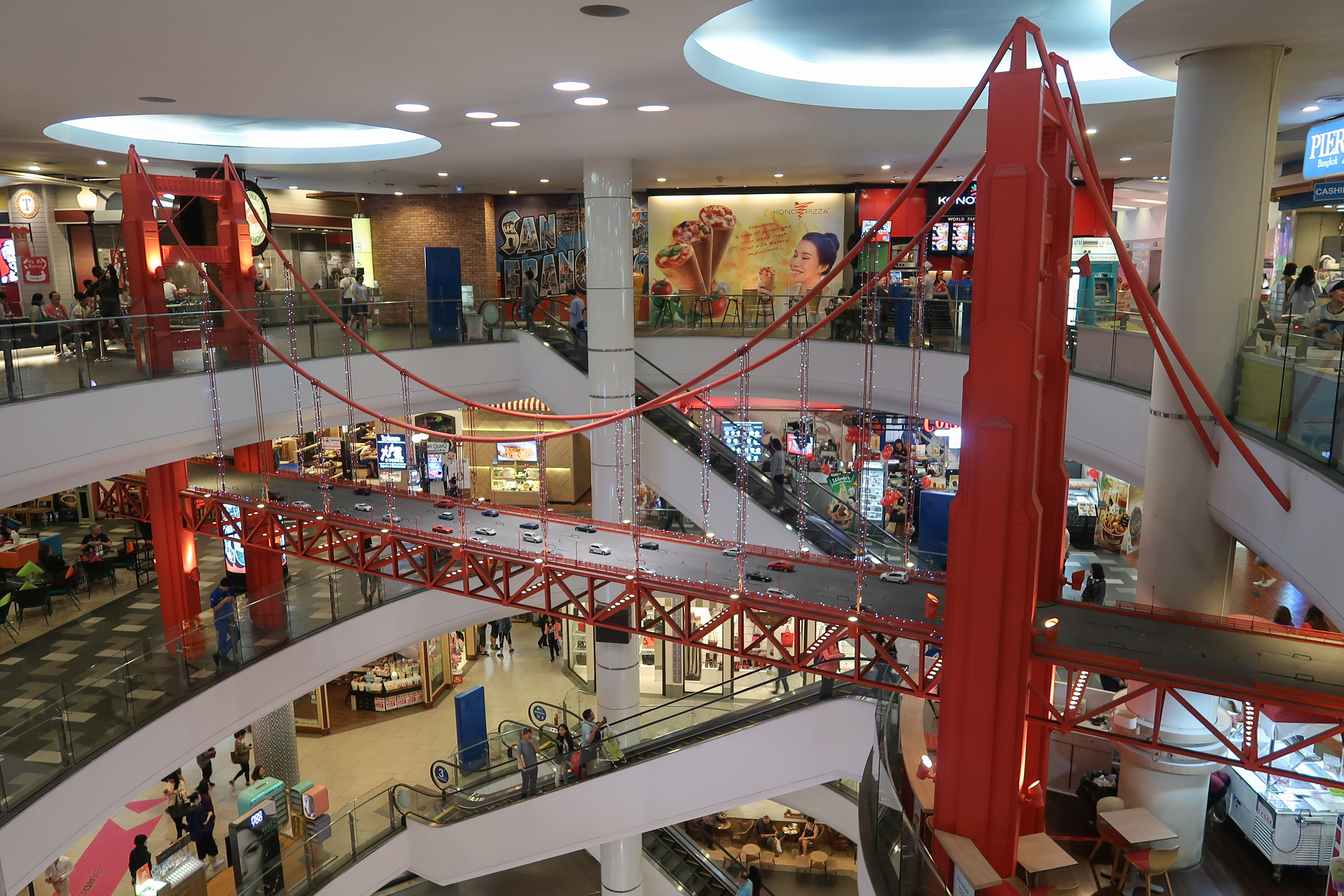
4樓和5樓餐廳樓層以舊金山為主題
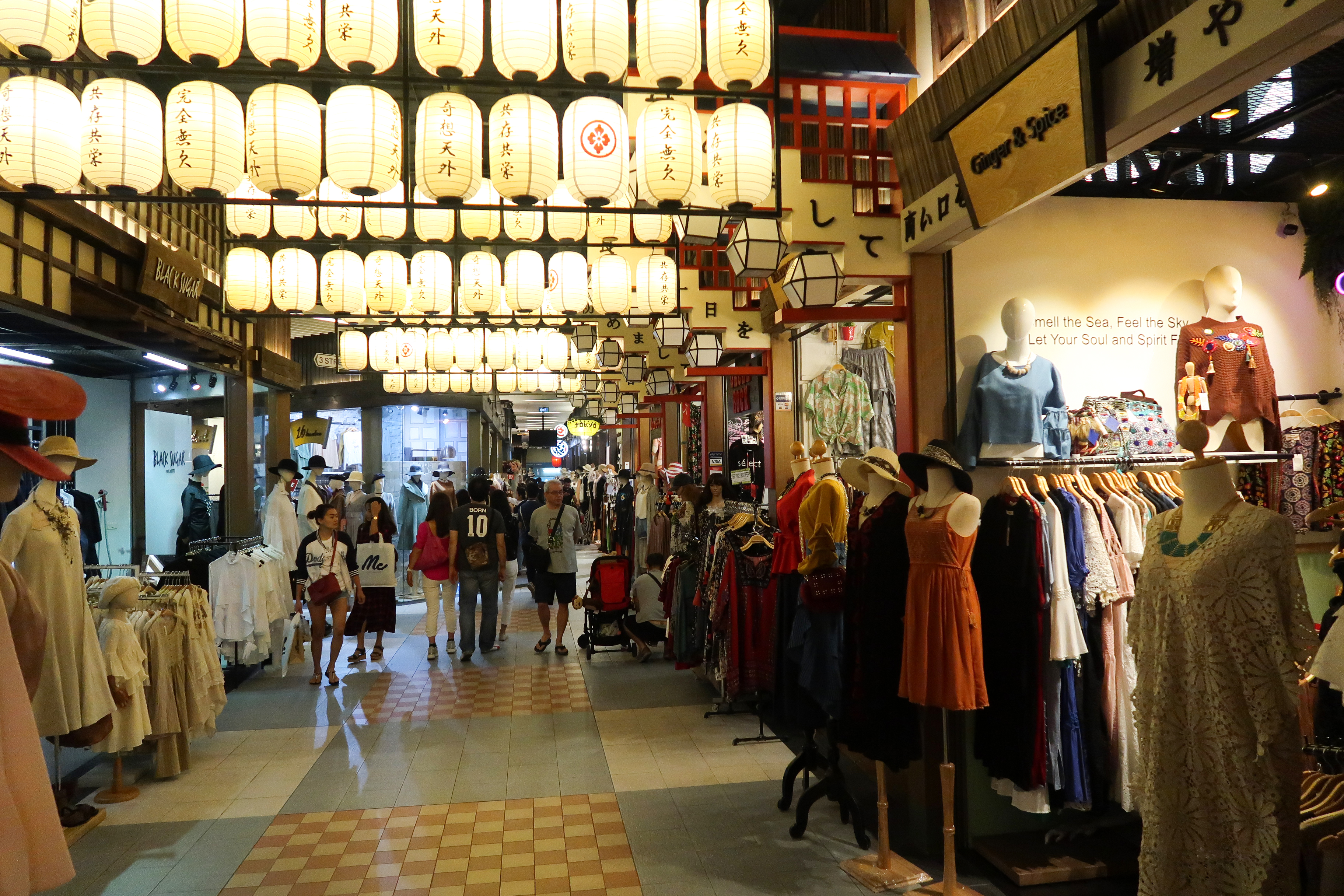
1樓商店
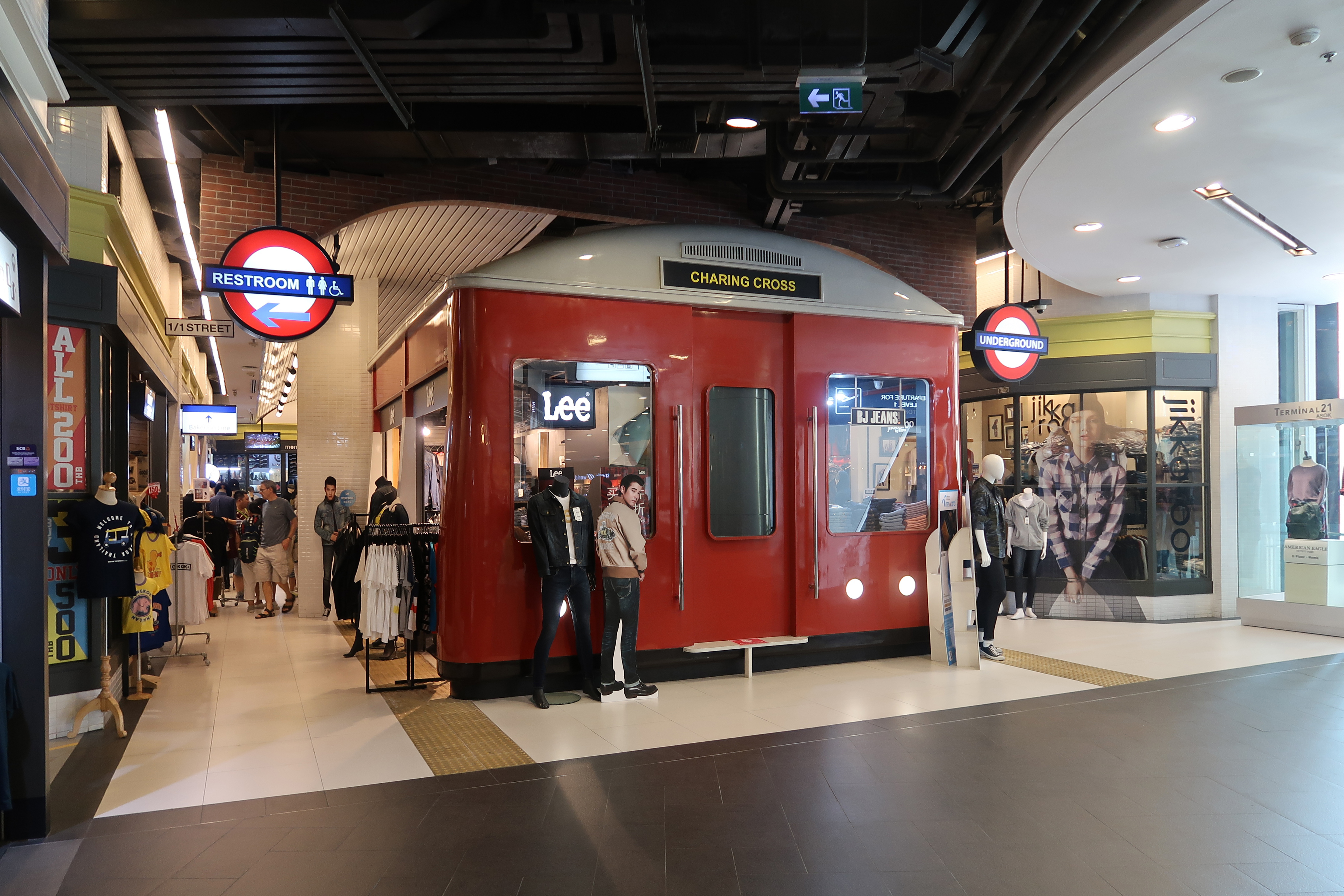
2樓商店
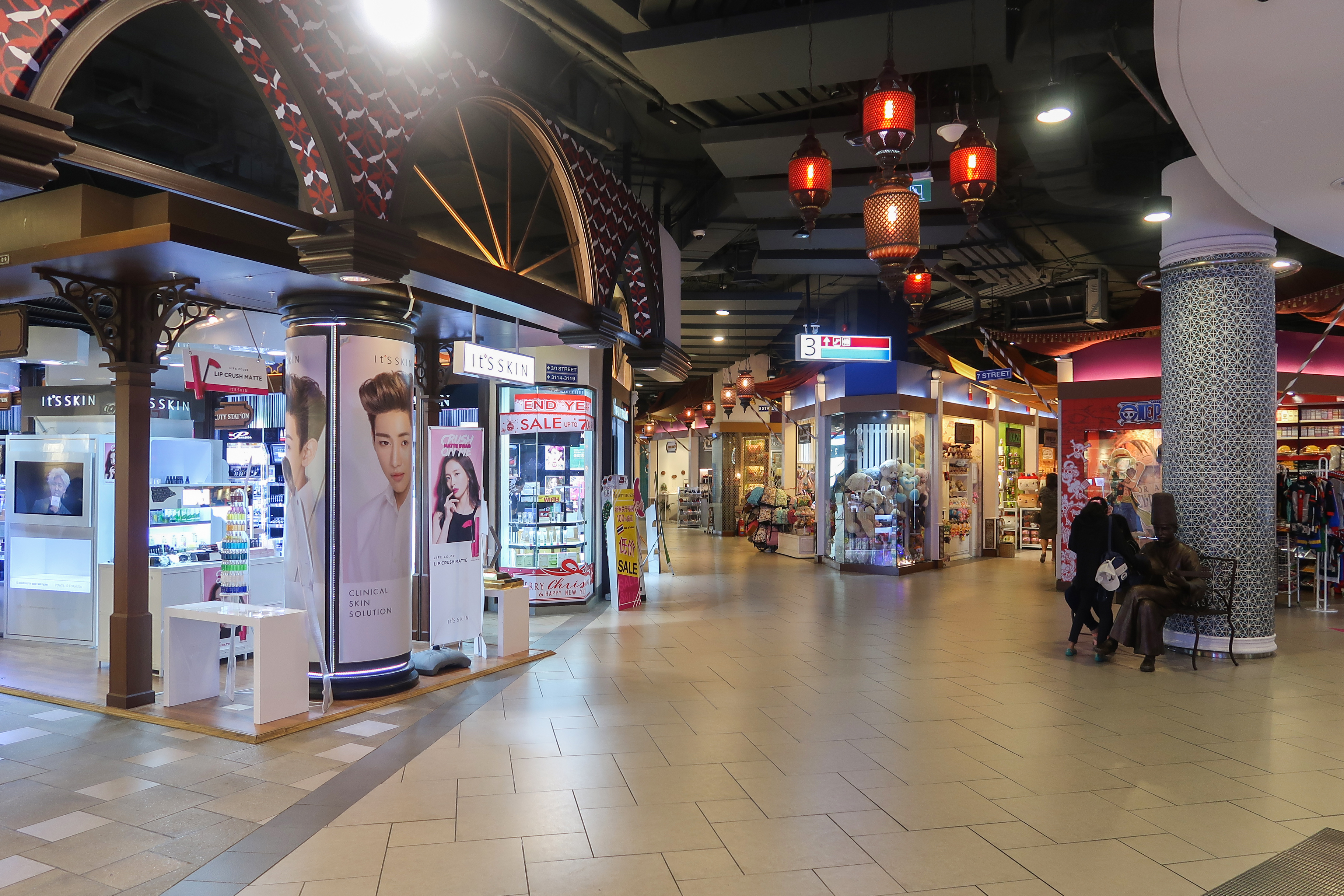
3樓商店